# Biologia matemàtica
La biologia matemàtica o biomatemàtiques representa l'associació de dos camps de la ciència: la biologia i les matemàtiques. Aquest camp es diu biologia matemàtica o biomatemàtiques per emfasitzar la part matemàtica, o biologia teòrica per ressaltar la part biològica. La biologia matemàtica es compon del conjunt de mètodes i tècniques matemàtiques, digitals i informàtiques que permeten estudiar i modelar els fenòmens i processos biològics. Així doncs, es tracta d'una ciència fortament pluridisciplinària que el matemàtic o el biòleg per si sols no són capaços de desenvolupar.
Aquestes àrees matemàtiques com el càlcul, la teoria de la probabilitat, l'estadística, l'àlgebra lineal, l'àlgebra abstracta, la teoria de grafs, la combinatòria, la geometria algebraica, la topologia, els sistemes dinàmics, les equacions diferencials o la teoria de codis s'apliquen ara en biologia. Algunes àrees matemàtiques, com certes metodologies en estadística, s'han desenvolupat com a eines durant la investigació de la biologia matemàtica.

## Importància
L'aplicació de les matemàtiques a la biologia té una llarga història, però només recentment hi ha hagut una explosió de l'interès en aquest camp. Algunes raons per a aquest interès inclouen:
- L'explosió de conjunts d'informació rics en dades, a causa de la revolució de la genètica, que és difícil de comprendre sense l'ús d'eines analítiques
- El desenvolupament d'eines matemàtiques com la teoria del caos per ajudar a entendre els mecanismes complexos i no lineals de la biologia
- Un increment de la potència computacional, que facilita els càlculs i les simulacions, que abans no eren possibles
- Un interès creixent per l'experimentació in silico, a causa de consideracions ètiques, risc, fiabilitat i altres complicacions implicades en la investigació humana i animal

## Àrees de recerca
Algunes àrees de recerca especialitzada en biologia matemàtica i biologia teòrica així com enllaços externs a projectes relacionats en diverses universitats inclouen un gran nombre de referències de diversos milers d'autors que corroboren les contribucions en aquest camp. Molts dels exemples que veurem a continuació es caracteritzen per mecanismes altament complexos, no lineals i supercomplexos, alhora que no es poden entendre els resultats d'aquestes interaccions sense una combinació d'uns models matemàtics, lògics, físics, químics, moleculars i computacionals. A causa de la gran diversitat de coneixements implicats, la recerca biomèdica es realitza en col·laboració entre matemàtics, biomatemàtics, biòlegs teòrics, físics, biofísics, bioquímics, bioenginyers, enginyers, biòlegs, fisiòlegs, investigadors biomèdics, oncòlegs, biòlegs moleculars, genetistes, embriòlegs, zoòlegs, químics, etc.

### Biologia evolutiva
L'ecologia i la biologia evolutiva han estat tradicionalment els camps dominants de la biologia matemàtica.
La biologia evolutiva ha estat el tema d'una extensa teorització matemàtica. El nom genèric per a aquest camp és el de genètica de poblacions. La majoria de genetistes poblacionals consideren els canvis en les freqüències dels al·lels en un nombre petit de loci dels gens. Quan es consideren els efectes infinitesimals sobre un gran nombre de loci, es deriva la genètica quantitativa. Ronald Fisher feu avenços fonamentals en estadística, com en l'anàlisi de la variància, a través de la seva obra en genètica quantitativa. Una altra branca important de la genètica de poblacions tracta la filogenètica. La filogenètica és una àrea que investiga la reconstrucció i l'anàlisi dels arbres (evolutius) filogenètics i les xarxes basades en característiques heretades. Els models tradicionals de la genètica de poblacions tracten amb al·lels i genotips, i acostumen a ser estocàstics. En teoria evolutiva de jocs, desenvolupada inicialment per John Maynard Smith i George R. Price, els conceptes de la biologia evolutiva poden prendre una forma matemàtica determinista, on la selecció actua directament sobre els fenotips heretats.
Molts models de genètica de poblacions assumeixen que les grandàries de les poblacions són constants. La dinàmica de poblacions tracta les variacions de la grandària de les poblacions, sovint sense tenir en compte les variacions genètiques. L'obra sobre aquest camp es remunta al segle xix, i fins i tot l'any 1798, quan Thomas Malthus formulà el primer principi de dinàmica de poblacions, que més tard esdevingué el model poblacional malthusià. Les equacions Lotka–Volterra en són un altre exemple conegut. La dinàmica de poblacions comparteix àrea d'investigació amb una altra àrea activa de la biologia matemàtica: l'epidemiologia matemàtica, que és l'estudi de com afecten les poblacions les malalties infeccioses. S'han proposat i analitzat diversos models per a l'expansió d'infeccions, i proporcionen resultats importants que es poden aplicar a decisions sobre polítiques sanitàries.

### Models computacionals i teoria d'autòmats
Una monografia sobre aquest tema resumeix una gran quantitat d'investigacions publicades fins a l'any 1986, incloent-hi subseccions en les àrees següents: simulacions en biologia i medicina, models de sistemes arterials, models neuronals, xarxes bioquímiques i d'oscil·lació, autòmats quàntics, computació quàntica en biologia molecular i genètica, models sobre càncer, xarxes neuronals, xarxes gèniques, categories abstractes en biologia relacional, sistemes de replicació metabòlica, teoria de categories aplicacions en biologia i medicina, teoria d'autòmats, autòmats cel·lulars, models de tessel·lació i sistemes caòtics en organismes, biologia relacional i teories dels organismes. Aquesta publicació també inclou 390 referències a articles avaluats per un gran nombre d'experts

#### Modelatge de cèl·lules i biologia molecular
Aquesta àrea ha rebut una gran empenta a causa de la creixent importància de la biologia molecular.
- Mecànica dels teixits biològics[22]
- Enzimologia teòrica i cinètica enzimàtica
- Models de càncer i simulació[23][24]
- Modelatge del moviment de poblacions de cèl·lules interactuants[25]
- Modelat matemàtic de formacions de teixit cicatricial[26]
- Modelat matemàtic de dinàmica intracel·lular[27]
- Modelat matemàtic del cicle cel·lular

#### Modelatge de sistemes fisiològics
- Modelatge de malalties arterials[28]
- Modelatge mutiescala del cor[29]

### Teoria de conjunts moleculars
La teoria de conjunts moleculars fou introduïda per Anthony Bartholomay, i té aplicacions en la biologia matemàtica i especialment en la medicina matemàtica.
La teoria de conjunts moleculars ((anglès) Molecular set theory, MST) és una formulació matemàtica de la cinètica química de les reaccions biomoleculars en termes de conjunts de molècules i les seves transformacions químiques representades per aplicacions entre conjunts moleculars. En un sentit més general, la MST és la teoria de les categories moleculars definides com a categories de conjunts moleculars i les seves transformacions químiques representades com a aplicacions entre conjunts moleculars. La teoria també ha contribuït a la bioestadística i a la formulació de problemes de bioquímica clínica en formulacions matemàtiques de canvis patològics i bioquímics, de gran interès en fisiologia, bioquímica clínica i medicina.

### Biologia de sistemes complexos
La biologia relacional i la biologia algebraica es van començar a desenvolupar des de 1970 com una elaboració de la biologia de sistemes per comprendre els processos biològics complexos.

### Mètodes matemàtics
Un model d'un sistema biològic es converteix en un sistema d'equacions, encara que, de vegades, es fa servir la paraula "model" per referir-se al mateix sistema d'equacions. La solució de les equacions, sigui per mètodes analítics o numèrics, descriu com es comporta el sistema biològic amb el temps, o al voltant d'un punt d'equilibri. Existeixen molts tipus d'equacions, i el tipus de comportament que es pot predir depèn tant del model com de les equacions emprades. Tant el model com les equacions fan suposicions sobre el sistema biològic.

### Biofísica matemàtica
Els primers avenços de la biologia matemàtica estaven dominats per la biofísica matemàtica, descrita com l'aplicació de les matemàtiques en la biofísica, i que sovint utilitzava models específics físics i matemàtics de biosistemes, i els seus components o compartiments.
A continuació es presenta una llista de descripcions matemàtiques i les seves suposicions.

#### Processos deterministes (sistemes dinàmics)
Una aplicació fixa entre un estat inicial i un estat final. Començant des d'una condició inicial i movent-se cap endavant en el temps, un procés determinista sempre genera la mateixa trajectòria, i les trajectòries no es creuen mai en l'espai d'estats.
- Equacions en diferències – temps discret, espai d'estats continu
- Equacions diferencials ordinàries – temps continu, espai d'estats continu, sense derivades espacials
- Equacions en derivades parcials – temps continu, espai d'estats continu, derivades espacials
- Autòmats cel·lulars deterministes – espai discret, espai d'estats discret

#### Processos estocàstics (sistemes dinàmics aleatoris)
Una aplicació aleatòria entre un estat inicial i un estat final, fent així que l'estat del sistema sigui una variable aleatòria amb la seva corresponent distribució de probabilitat.
- Processos de tipus no-Markov – equació mestra generalitzada – temps continu amb memòria dels esdeveniments passats, espai d'estats discret, temps d'espera entre esdeveniments (o transicions entre estats) apareixen de forma discreta
- Procès de Màrkov a salts – equació mestra – temps conitnu sense memòria dels esdeveniments passats, espai d'estats discret, temps d'espera entre esdeveniments apareixen de forma discreta i estan distribuïts exponencialment. Vegeu també: Mètode de Montecarlo per a mètodes de simulació numèrica.
- Processos de Màrkov continus – equacions diferencials estocàstiques o una equació de Fokker-Planck – temps continu, espai d'estats continu, els esdeveniments succeeixen de manera contínua, d'acord amb un procés de Wiener aleatori.

#### Models espacials
Una obra clàssica sobre aquesta àrea és la publicació d'Alan Turing sobre morfogènesi titulat The Chemical Basis of Morphogenesis, publicat l'any 1952 en el Philosophical Transactions of the Royal Society.
- Ones transportadores en un assaig guaridor de ferides[33]
- Comportament d'eixam
- Una teoria mecànico-química sobre la morfogènesi[34]
- Formació de patrons biològics[35]
- Modelització de distribució espacial emprant mostres gràfiques[36]

#### Biologia relacional
La Biologia Relacional Abstracta ((anglès) Abstract Relational Biology, ARB) tracta amb l'estudi de models relacionals generals per a sistemes biològics complexos, habitualment abstraent-se d'estructures específiques morfològiques o anatòmiques. Alguns dels models més senzills en ARB són la Replicació Metabòlica ((anglès) Metabolic-Replication, o sistemes (M,R)) introduït per Robert Rosen els anys 1957-1958 com a models abstractes relacionals d'organitzacions cel·lulars i d'organismes.

### Biologia algebraica
La biologia algebraica (també coneguda com a biologia de sistemes simbòlics) aplica els mètodes algebraics de la computació algebraica a l'estudi de problemes biològics, especialment en genòmica, proteòmica, anàlisi d'estructures moleculars i estudi de gens.

## Exemple de model: el cicle cel·lular
El cicle cel·lular eucariota és molt complex i és un dels temes més estudiats, ja que qualsevol desordre pot portar a un càncer.
És possiblement un bon exemple de model matemàtic, ja que tracta càlculs senzills però proporciona resultats vàlids. Dos grups de recerca han creat diversos models del cicle cel·lular que simula el comportament de diferents organismes. Han produït un model de cicle cel·lular eucariota genèric que pot representar una cèl·lula eucariota en particular depenent dels valors dels paràmetres, demostrant així que les idiosincràsies dels cicles cel·lulars individuals són deguts a diferents concentracions de proteïnes, mentre que els mecanismes subjacents són comuns (Csikász-Nagy et al. 2006).
Mitjançant un sistema d'equacions diferencials ordinàries, aquests models mostren el canvi en el temps (sistema dinàmic) de la proteïna de l'interior una única cèl·lula tipus; aquest tipus de model s'anomena procés determinista (mentre que un model que descrigui una distribució estadística de les concentracions de proteïnes en una població de cèl·lules s'anomena procés estocàstic).
Per tal d'obtenir aquestes equacions, cal seguir una sèrie de passos iteratius: primer, es combinen els diferents models i observacions per formar un diagrama de consens i s'escullen les lleis de la cinètica apropiades per escriure les equacions diferencials, com la velocitat de reacció per a reaccions estequiomètriques, la cinètica de Michaelis-Menten per a reaccions de substrats d'enzims, i la cinètica de Goldbeter-Koshland per a factors de transcripció ultrasensitiva; posteriorment, cal ajustar els paràmets de les equacions per encaixar amb les observacions. Quan no es poden ajustar, es revisa l'equació cinètica, i quan això no és possible, es revisa el diagrama. Els paràmetres s'ajusten i es validen emprant observacions tant de vida salvatge com de mutacions, tals com la semivida de la proteïna o la grandària de la cèl·lula.
Per ajustar els paràmetres, cal estudiar les equacions diferencials. Això es pot fer o per simulació o mitjançant l'anàlisi. En una simulació, donat un vector inicial (una llista dels valors de les variables), la progressió del sistema es calcula resolent les equacions en cada pas de temps.

En anàlisi, s'utilitzen les propietats de les equacions per investigar el comportament del sistema, depenent dels valors dels paràmetres i de les variables. Un sistema d'equacions diferencials es pot representar per un camp vectorial, on cada vector representa el canvi (en la concentració de dues o més proteïnes), determinant així cap a on i com canvia de ràpid la trajectòria (la simulació). Els camps vectorials tenen diferents punts especials: un punt estable, anomenat pou, que atrau en totes les direccions (forçant les concentracions a tenir un cert valor); un punt inestable, ja sigui una font o un punt de sella, que repel·leix (forçant les concentracions a allunyar-se d'un cert valor); i un cicle límit, una trajectòria tancada cap a la qual diverses trajectòries tendeixen en espiral (fent així que les concentracions oscil·lin).
Una representació millor, que pot tractar el gran nombre de variables i paràmetres, s'anomena diagrama de bifurcació (teoria de bifurcacions): la presència d'aquests punts d'estat especials en certs valors d'un paràmetre (per exemple, la massa) es representa per un punt; una vegada el paràmetre sobrepassa un cert valor, té lloc un canvi qualitatiu, anomenat bifurcació, en la qual canvia la naturalesa de l'espai, amb conseqüències profundes per a les concentracions de les proteïnes: el cicle cel·lular té fases (corresponent parcialment a G1 i G2) en les quals la massa, via un punt estable, controla els nivells de ciclina, i fases (fases M i S) en les quals les concentracions canvien de manera independent, però un cop la fase canvia a un esdeveniment de bifurcació (punt de control cel·lular), el sistema no pot tornar enrere als nivells previs, ja que amb la massa actual, el camp vectorial és profundament diferent i la massa no es pot revertir a través de l'esdeveniment de bifurcació, de tal manera que un punt de control és irreversible. En particular, els punts de control S i M estan regulats mitjançant bifurcacions especials, anomenades bifurcació de Hopf i bifurcació de període infinit.

### Biologia teòrica
- Bertalanffy, L. v. 1932. Theoretische Biologie. Band I: Allgemeine Theorie, Physikochemie, Aufbau und Entwicklung des Organismus. Berlin: Gebrüder Borntraeger.
- Bonner, J. T. 1988. The Evolution of Complexity by Means of Natural Selection. Princeton: Princeton University Press.
- Hertel, H. 1963. Structure, Form, Movement. New York: Reinhold Publishing Corp.
- Mangel, M. 1990. Special Issue, Classics of Theoretical Biology (part 1). Bull. Math. Biol. 52(1/2): 1-318.
- Mangel, M. 2006. The Theoretical Biologist's Toolbox. Quantitative Methods for Ecology and Evolutionary Biology. Cambridge University Press.
- Prusinkiewicz, P. & Lindenmeyer, A. 1990. The Algorithmic Beauty of Plants. Berlin: Springer-Verlag.
- Reinke, J. 1901. Einleitung in die theoretische Biologie. Berlin: Verlag von Gebrüder Paetel.
- Schaxel, J. 1919. Grundzüge der Theorienbildung in der Biologie. Jena: Fischer.
- Thompson, D.W. 1942. On Growth and Form. 2nd ed. Cambridge: Cambridge University Press: 2. vols.
- Uexküll, J.v. 1920. Theoretische Biologie. Berlin: Gebr. Paetel.
- Vogel, S. 1988. Life's Devices: The Physical World of Animals and Plants. Princeton: Princeton University Press.
- Waddington, C.H. 1968-1972. Towards a Theoretical Biology. 4 vols. Edinburg: Edinburg University Press.